# ファルケンベリ
ファルケンベリ（スウェーデン語: Falkenberg）は、スウェーデンのハッランド県にある都市で、ファルケンベリ市の市庁所在地である。人口は2万7813人（2019年）。
エトラン川河口に位置し、2007年にブルー・フラグ・ビーチに認定されたシュレア・ストランがある。地名はスウェーデン語で「タカ (falk) の山 (berg)」という意味がある。

## 歴史
町の名は13世紀初頭にデンマーク王が築いたエトラン川東岸の砦にちなむ。当時デンマーク領だったハッランド地方は、鷹狩で知られた。
エトラン川以北はノルウェーとスウェーデンのあいだで支配が転々としたが、東岸のファルケンベリは市場町として発展し、1300年ごろに教会が建てられた。郊外には14世紀から北方七年戦争まで、ニー＝ファルケンベリ（新ファルケンベリ）という町があった。砦は1434年、エンゲルブレクト・エンゲルブレクトソン指揮下の軍勢に滅ぼされた。遅くとも1558年までに市場を開く権利を賜わった。
1645年のブレムセブルー条約でハッランド地方は暫定的にスウェーデン領とされ、30年後のロスキレ条約で恒久化された。デンマーク領時代から、町は独自の貿易権と裁判権の死守に努めた。工業化は国内の大部分と同じ19世紀後期から徐々に始まり、20世紀にはいると海水浴場として名をはせた。

## 交通
スウェーデン西海岸の要衝に位置し、欧州ルート06号線と鉄道の西海岸線が通る。トルプないしスヴェンリュナ方面に県道150号線と同154号線が延びる。1890年代から1950年代まではファルケンベリ鉄道があった。路線バスは7路線がある。

## 地区
| - 旧市街 - ファルカゴー (Falkagård) - ヘルティン (Herting) - ヒョツベリ (Hjortsberg) - ファヤンス (Fajans) - ショグストルプ (Skogstorp) - シュレア・ストラン (Skrea strand) | - トレイニェベリ (Tröingeberg) - ヴェストラ・ゲルデ (Västra gärdet) - エストラ・ゲルデ (Östra gärdet) - アルヴィズトルプ (Arvidstorp) - ネセト (Näset) - スレッテン (Slätten) |

## スポーツ
全国レベルのいくつかのスポーツクラブが本拠地としている。サッカーのファルケンベリFFは1980年代後半以来、国内2部のスーペルエッタンでプレイしている。卓球のファルケンベリBTKは国内チャンピオンはおろか、欧州選手権優勝も果たした強豪。バレーボールではファルケンベリVBKが2000年代初頭に頭角を現し、2007年の全国選手権を制した。BKファルカルナはボーリングの全国1部リーグに10年間属した。このほかゴルフ・インステンとシュレアIFの各サッカークラブがある。
ファルケンベリFFはファルコン・アルコールフリー・アレーナを、ファルケンベリVBKはファルケンベリ・スポーツ・センターを本拠地にしている。

## 名所
- ファルケンベリ教会
- 町役場
- 旧町役場
- ファルクハーレン (Falkhallen)
- 聖ラウレンティ教会

## 出身有名人
- ルトゲ・バッケ - サッカー選手
- ステラン・ベンクソン - 卓球選手
- 「バイ・ナイト」 - エクストリーム・メタルバンド
- ウルフ・カールソン - 卓球選手
- ニーナ・ビョルク - 作家、ジャーナリスト、フェミニスト
- ヴァルテル・ディクソン - 作家
- エリク・スヴェンソン - 陸上競技選手
- ヨーエ・ヨンソン - 俳優
- カール＝ヨハン・ヴァーリレン - 作家
- パル・ゼッターベリ - サッカー選手
- アニカ・アンデショーン - コメディアン
- 「ベインズ・オブ・ジェナ」 - ロックバンド
- 「ソニック・シンディケイト」 - メタルバンド
- ペーテル・カールソン - 卓球選手
- ヤン・ヴィズトロメル - 芸術家
- フリーダ・ヨハンソン - ボート選手
- フリーダ・スヴェンソン - ボート選手
- 「ユニオン・スクエア」 - ロックバンド